# Bridgeton (stacja kolejowa)
Bridgeton (ang: Bridgeton railway station) – stacja kolejowa w Bridgeton, dzielnicy Glasgow, w Szkocji, w Wielkiej Brytanii. Znajduje się na Argyle Line, 3 km na południowy wschód od Glasgow Central Station. Stacja jest obsługiwana przez First ScotRail, który również obsługuje wszystkie pociągi.

## Historia
Została otwarta w dniu 1 listopada 1895, kiedy otwarto linię pomiędzy Glasgow Green i Rutherglen. Stacja stała się węzłem z linią do Carmyle w dniu 1 lutego 1897 roku.
W roku 1956 linia uzyskała ponownie sygnalizację świetlną sterowaną z dodatkowego wyposażenia nastawni w Bridgeton Cross Junction i Stobcross Junction. Jednak stacja została zamknięta, gdy linię zamknięto w dniu 5 października 1964 roku.
W ramach projektu Argyle Line, linia została ponownie otwarta w dniu 5 listopada 1979 r., oferując regularne połączenia podmiejskie do Dworca Centralnego (niższy poziom) i do zachodnich przedmieść.
Na przełomie 2008/09 z usług stacji skorzystało 0,467 mln pasażerów.